# Луизиана (дорога)

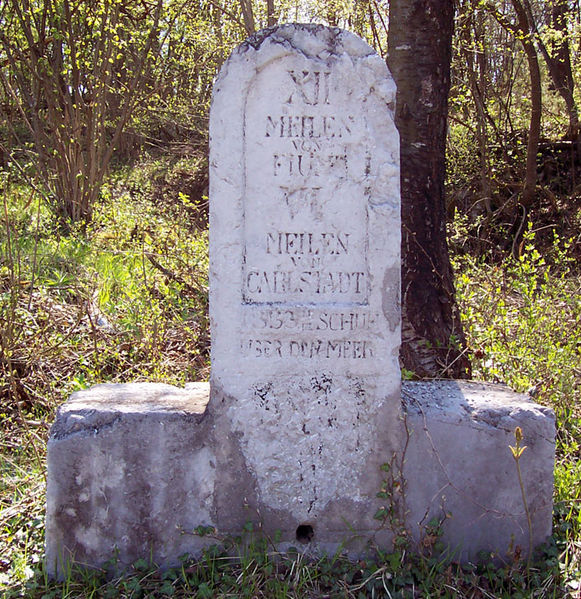
Верстовой столб на дороге Луизиана рядом с Надвучником (муниципалитет Врбовско)

Луизиана (хорв. Lujzijana) — историческая дорога в Хорватии. Она была сооружена во времена Австро-Венгерской монархии, чтобы заменить старую и очень извилистую дорогу Каролина. Дорога Луизиана соединяет внутреннюю часть Хорватии с побережьем. Она была проложена через гористую местность между городом Карловац (Карлштадт) и основным адриатическим портом Риека (Фиуме). Строительством дороги руководил Йосип Филипп Вукасович.
Дорога строилась с 1803 по 1811 год. Она имела длину 18 австрийских миль (1 миля = 7,585 км). Ширина дорожного полотна составляла около 6 м. Дорога соединяла Карловац и Риеку, проходя через населённые пункты Гробничко-Поле, Каменяк, Горне-Елене, Локве, Делнице, Скрад, Стубица, Северин-на-Купи и Нетретич.
О происхождении названия Луизиана есть разные мнения. В начале строительства дорогу было решено назвать «Via Ludovicea» — в честь Марии Людовики, третьей жены австрийского императора Франца II, о чём свидетельствуют документы 1808 года. Однако строительство дороги было завершено при французской администрации. Поэтому многие думают, что её назвали в честь Марии-Луизы, дочери австрийского императора Франца II и жены французского императора Наполеона I. В источниках XIX века встречается также название Мария-Луизенштрассе.
На момент завершения строительства она считалась одной из самых совершенных дорог мира, и на протяжении долгого времени играла важную роль в транспортном сообщении Австро-Венгрии. Сегодня существует также автомагистраль, связывающая Карловац и Риеку, которая во многом повторяет трассу Луизианы.
В 2008 году почта Хорватии выпустила марку к 200-летию дороги Луизиана.